# Panislamisme

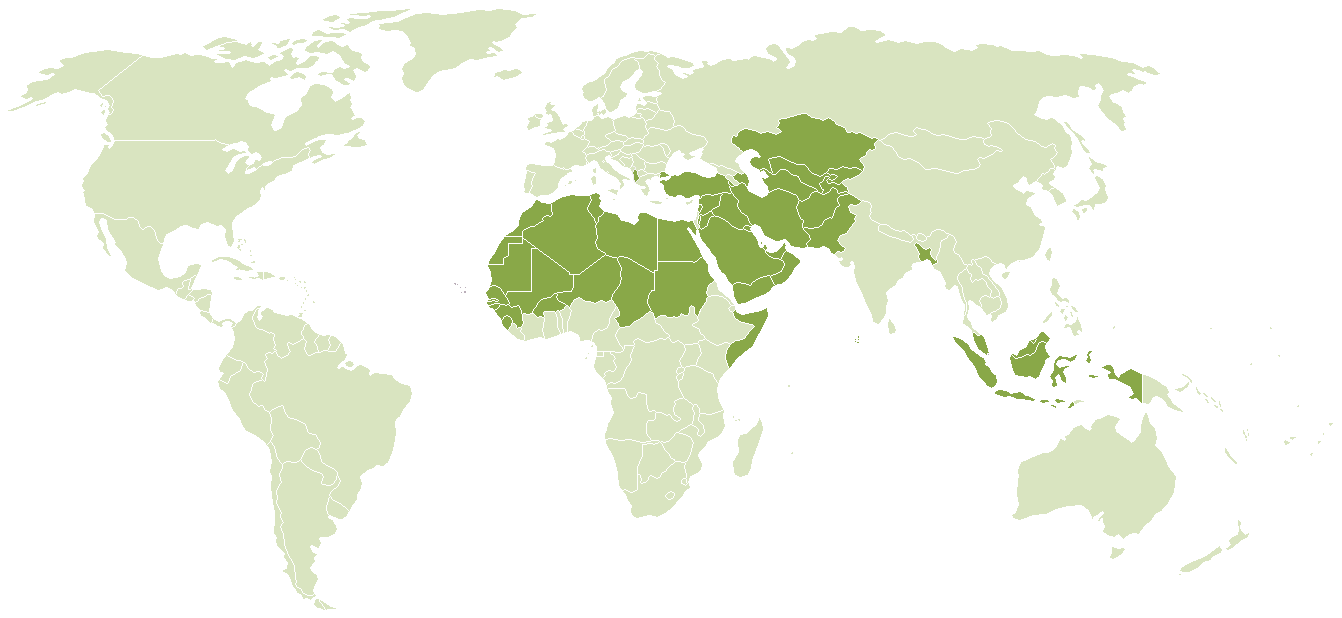
Països de majoria musulmana.

El panislamisme (àrab: اتّحاد الاسلام, ittiḥād al-islām) és un moviment polític que propugna la unitat dels musulmans sota un estat islàmic unificat — sovint un califat.
Com a forma de nacionalisme religiós que és, el panislamisme es diferencia d'altres ideologies pannacionalistes, per exemple el panarabisme, en excloure la cultura i l'ètnia com a factors principals de la unificació.

## Història
El model històric del panislamisme actual és el primer califat, quan el món islàmic estava unit dins d'un sol estat.
En l'era moderna va ser l'iranià Jamal-ad-Din al-Afghaní el primer a propugnar la unitat dels musulmans enfront del colonialime occidental, Abdul Hamid II no creia que el moviment Tanzimat pogués aconseguir ajudar els diferents pobles de l'imperi a arribar a la identitat comuna de l'otomanisme, i va adoptar el nou principi ideològic del panislamisme.
Actualment el panislamisme està representat en comunitats religioses com els Germans Musulmans i altres organitzacions antinacionalistes que prefereixen la "comunitat de creients" (l'umma) al concepte de "nació" (watan).